# JSTOR
JSTOR (сокращение от англ. Journal STORage) — цифровая база данных полнотекстовых научных журналов (на различных европейских языках), а также книг (гуманитарные науки, только на английском языке).

## Характеристика
Доступ к базе данных платный — индивидуальный или корпоративный (корпоративные подписчики JSTOR — преимущественно библиотеки и издательства). Читатели подписавшейся (публичной) библиотеки пользуются базой данных JSTOR бесплатно.
Система основана в 1995 году. Включает документы, начиная с 1665 года, и позволяет вести полный текстовый поиск по всем материалам в базе данных. В базу включены профессиональные издания с авторитетной редколлегией.
При добавлении нового издания в базу данных помещают все номера с момента основания журнала до выпусков, вышедших за несколько лет до текущей даты. Временной промежуток современных и не предъявляемых в электронном виде журналов (т.наз. moving wall) определяется в каждом случае индивидуально. Некоторые журналы не содержат moving wall (то есть в базе присутствуют новейшие их выпуски). Данное правило существует для того, чтобы избежать конфликта интересов с издательством журнала и библиотеками (где можно достать последние номера).
По состоянию на 9 апреля 2013 года база данных содержит 2648 названий журналов в 24 так называемых «коллекциях».
6 сентября 2011 года JSTOR предоставил свободный доступ к статьям, опубликованным в США до 1923 года, а в других странах — до 1870 года. Это около полумиллиона статей из двух сотен изданий, то есть 6 % от всех статей, доступных на JSTOR.

## Услуга «Книжная полка»
В настоящее время на сайте JSTOR работает услуга «Книжная полка» (англ. Shelf). Даже в том случае, если клиент не имеет платного (или бесплатного корпоративного) доступа ни к одному из журналов, он может в режиме свободного просмотра читать одну статью в течение 14 дней. При этом на «книжной полке» может быть не более трёх статей одновременно. Для пользования услугой необходима регистрация.